# In Old Amarillo
In Old Amarillo è un film del 1951 diretto da William Witney.
È un musical western statunitense con Roy Rogers, Estelita Rodriguez e Penny Edwards.

## Produzione
Il film, diretto da William Witney su una sceneggiatura di William Witney, fu prodotto da Edward J. White, come produttore associato, per la Republic Pictures. Il film vede il debutto del nuovo gruppo musicale di Rogers, denominato Roy Rogers Riders, che aveva come componenti George Bamby, Michael Barton, Pat Brady, Jimmy Bryant, Bud Dooley e Darol Rice.

## Colonna sonora
- Wasteland - scritta da Foy Willing, cantata da Roy Rogers e dai Roy Rogers Riders
- In Old Amarillo - scritta da Jack Elliott, parole di Geri Galian, cantata da Roy Rogers e dai Roy Rogers Riders
- Under the Lone Star Moon - scritta da Jack Elliott, cantata da Roy Rogers e dai Roy Rogers Riders
- If I Ever Fall In Love - scritta da Jack Elliott

## Distribuzione
Il film fu distribuito negli Stati Uniti dal 15 maggio 1951 al cinema dalla Republic Pictures.
Altre distribuzioni:
- nelle Filippine il 22 luglio 1952
- in Cile (Aguas salvadoras)
- in Brasile (O Paladino da Lei)